# Hofanlage Augustendorf 27

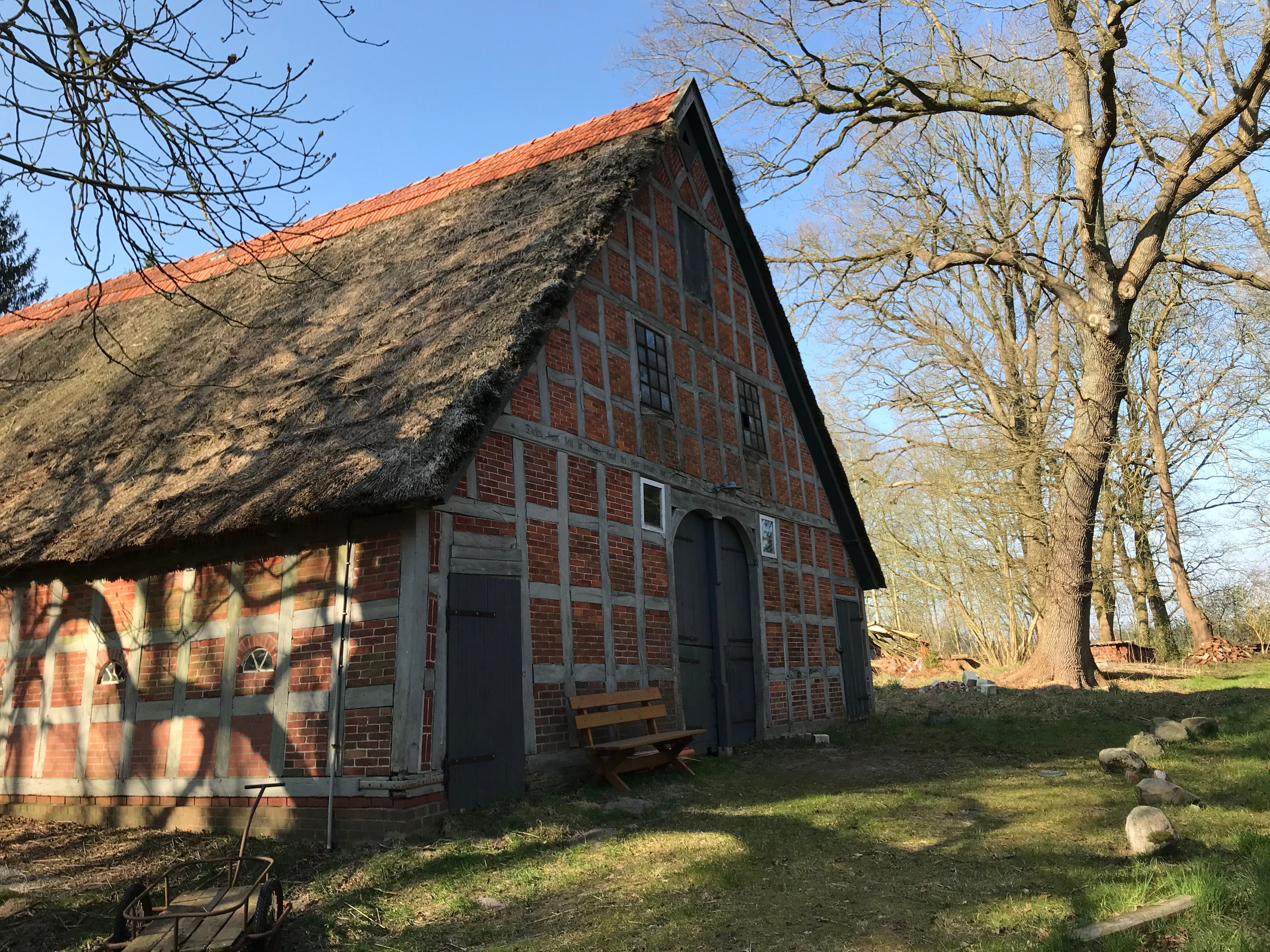
Wohn-/Wirtschaftsgebäude, Ostfassade (2022)

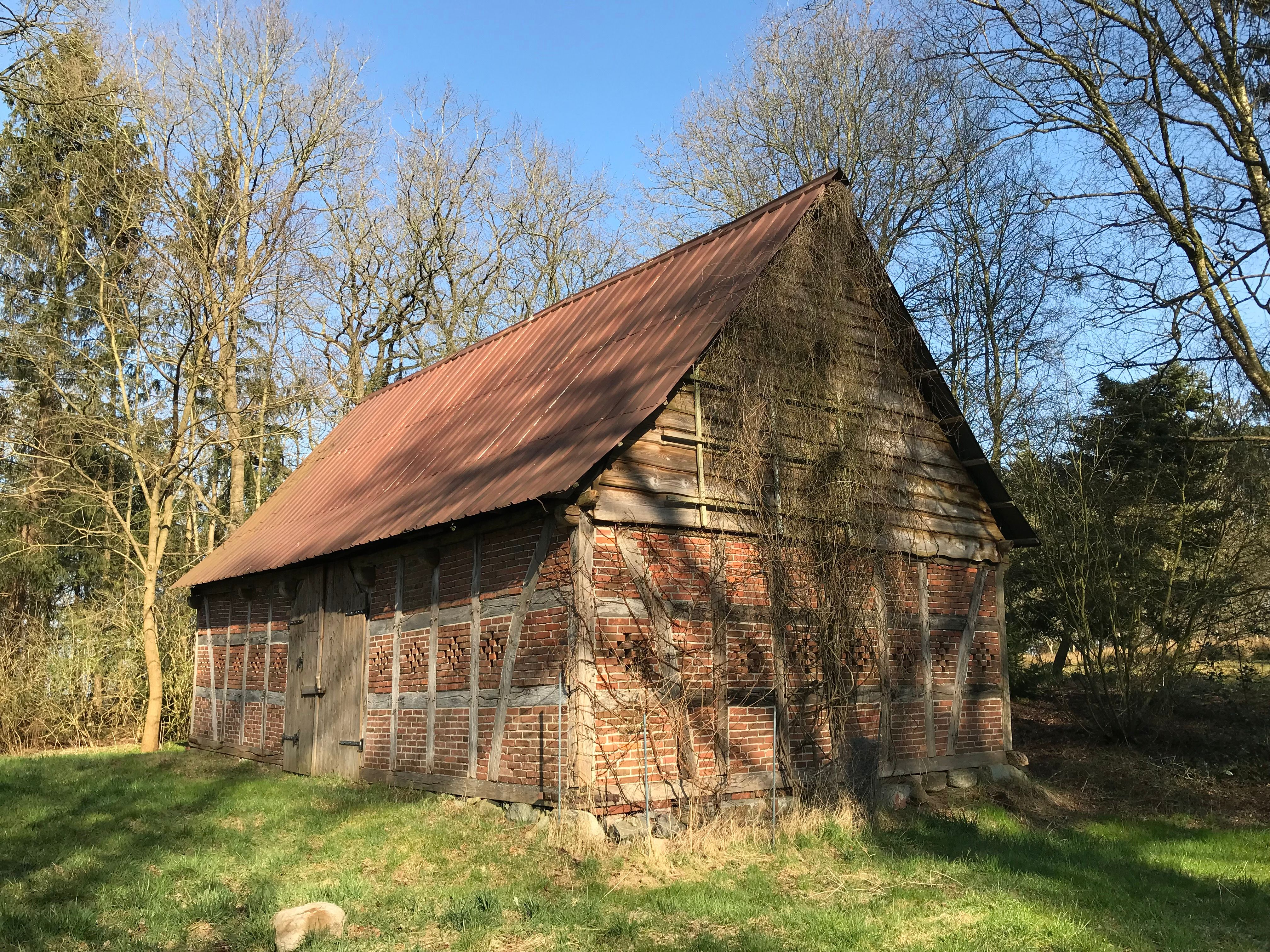
Scheune, West- und Südfassade (2022)

Die Hofanlage Augustendorf 27 in der niedersächsischen Gemeinde Gnarrenburg, Ortsteil Augustendorf, wurde zur Mitte des 19. Jahrhunderts gebaut. Aktuell (2025) wird sie zum Wohnen und wohl landwirtschaftlich genutzt.
Die Gebäude stehen unter Denkmalschutz (siehe auch Liste der Baudenkmale in Gnarrenburg).

## Geschichte und Beschreibung
Augustendorf wurde 1828 im Rahmen der Moorkolonisation gegründet. Es liegt vier Kilometer östlich des Kernortes Gnarrenburg und gehört zum Landkreis Rotenburg (Wümme). Diese Hofanlage ist Teil der planmäßig angelegten Moorsiedlung.
Die baumreiche Hofanlage an einem Stichweg besteht aus
- dem eingeschossigen traufständigen Wohn- und Wirtschaftsgebäude von 1848 (Inschrift) als Zweiständer-Hallenhaus in Fachwerk mit Steinausfachungen, mit reetgedecktem Satteldach, Uhlenloch, Ladeluke und Grooter Door mit Korbbogen; 1905 (Inschrift) wurde die Diele um zwei Fach verlängert,[2]
- der traufständigen Scheune von 1882 (Inschrift) in Fachwerk mit Steinausfachungen, Satteldach und mittiger Querdurchfahrt sowie horizontaler Verbretterung im Giebeldreieck.[3]

Das Landesdenkmalamt befand u. a.: „… eine charakteristische Anlage mit idealtypisch traufständig zur Straße stehendem Wohn-/Wirtschaftsgebäude und Scheune ….“